# Eriocaulago eriocauli
Eriocaulago eriocauli är en svampart som först beskrevs av George Edward Massee, och fick sitt nu gällande namn av Vánky 2005. Eriocaulago eriocauli ingår i släktet Eriocaulago och familjen Ustilaginaceae.   Inga underarter finns listade i Catalogue of Life.